# Antoinette Ouédraogo
Pour les articles homonymes, voir Ouedraogo.
Antoinette Nongoba Ouédraogo est une avocate burkinabé et militante pour les droits des femmes et pour l'environnement. Elle est la première femme au Burkina Faso à devenir avocate.

## Biographie
Antoinette Ouédraogo suit des études au Collège des jeunes filles de Loumbila, dans la province d'Oubritenga.

## Carrière professionnelle
Le 17 juin 2006, Antoinette Ouédraogo est élue présidente du barreau du Burkina Faso. En mai 2017, l’avocate représente l'ancien président du Burkina Faso, Blaise Compaoré et son cabinet par contumace, après sa fuite du pays vers la Côte d'Ivoire lors d'une révolte populaire en 2014.  
Antoinette Ouédraogo représente également l'ancien ministre du gouvernement, le général Djibrill Bassolé, soupçonné d'avoir mené un coup d'État de courte durée en 2015, déstabilisant alors le Burkina Faso. En juillet 2017, son équipe remporte une victoire majeure, alors qu'un groupe de travail de l'Organisation des Nations unies (ONU) déclare que la détention de l'ancien ministre est arbitraire et illégale. 

## Engagements
En 2007, lors de la journée internationale des droits des femmes, Antoinette Ouédraogo dénonce les violences à l'égard des femmes, et en particulier le viol.  Présidente de l'association du développement des femmes, elle est également membre d'un groupe national d'experts sur le changement climatique. Pour la militante, les défrichements incontrôlés, le braconnage et la recherche de nouveaux pâturages ont contribué à accentuer le réchauffement climatique. Antoinette Ouédraogo est la représentante du Burkina Faso au Comité exécutif de la Global Shea Alliance.